# Großes Ägyptisches Museum
Das Große Ägyptische Museum (englisch Grand Egyptian Museum, kurz GEM; arabisch المتحف المصري الكبير, DMG al-Matḥaf al-Miṣrī al-Kabīr, auch Gizeh Museum) ist ein von 2009 bis 2024 erbautes Museum in der ägyptischen Stadt Gizeh, das Ausstellungsstücke aus dem Alten Ägypten zeigt.
Der Museums-Komplex umfasst eine Fläche von 50 Hektar und liegt etwa zwei Kilometer von der Nekropole von Gizeh entfernt in unmittelbarer Nähe der Pyramiden. Mit einer Grundfläche von 81 000 m2 ist es das größte Archäologische Museum der Welt.
Am 16. Oktober 2024 wurden die Hauptgalerien für einen Probelauf zugänglich gemacht. Die vollständige Eröffnung ist für den 1. November 2025 angekündigt.

## Geschichte

Außenansicht des GEM Conservation Center (2015)

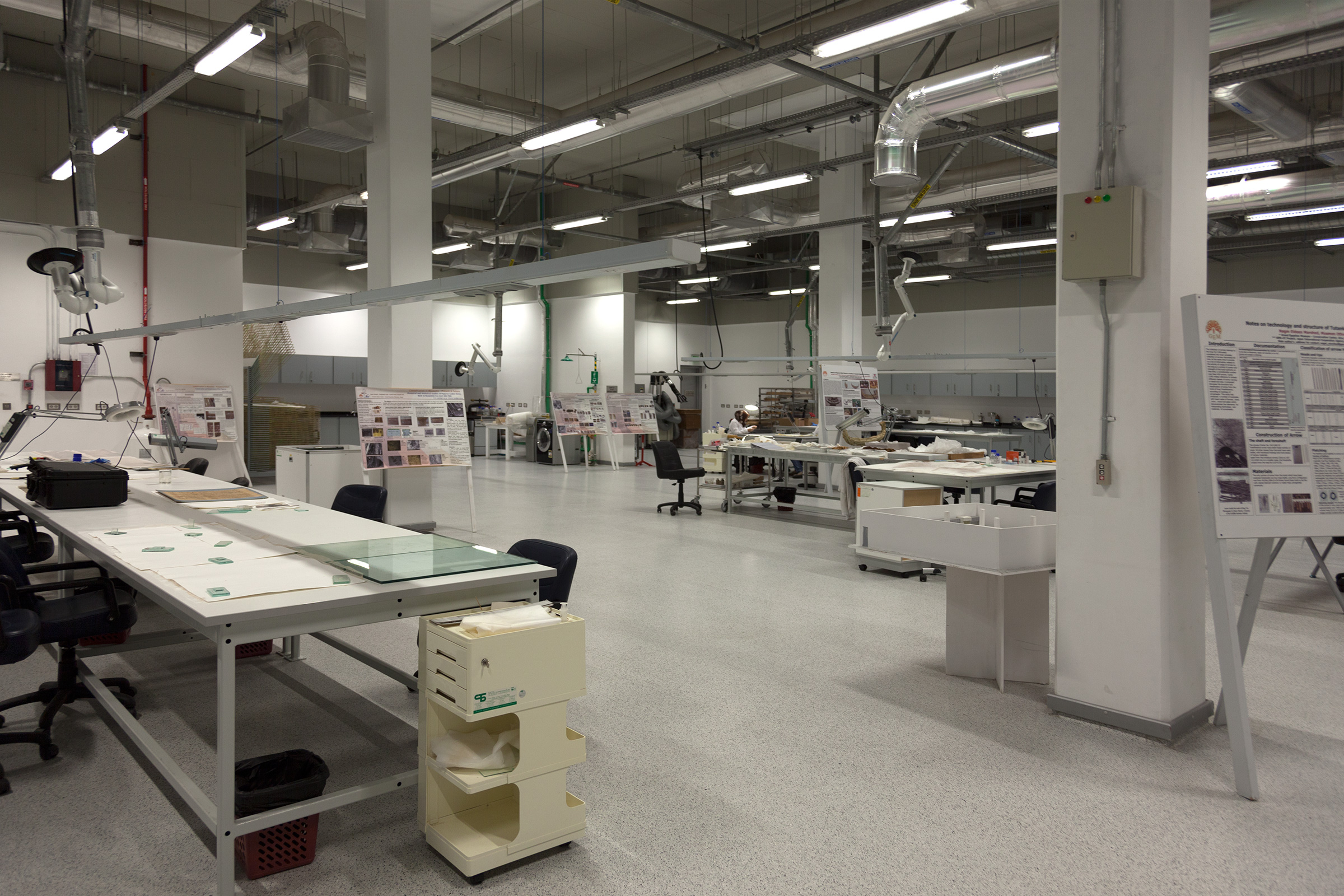
Werkstätten des GEM Conservation Center (2015)

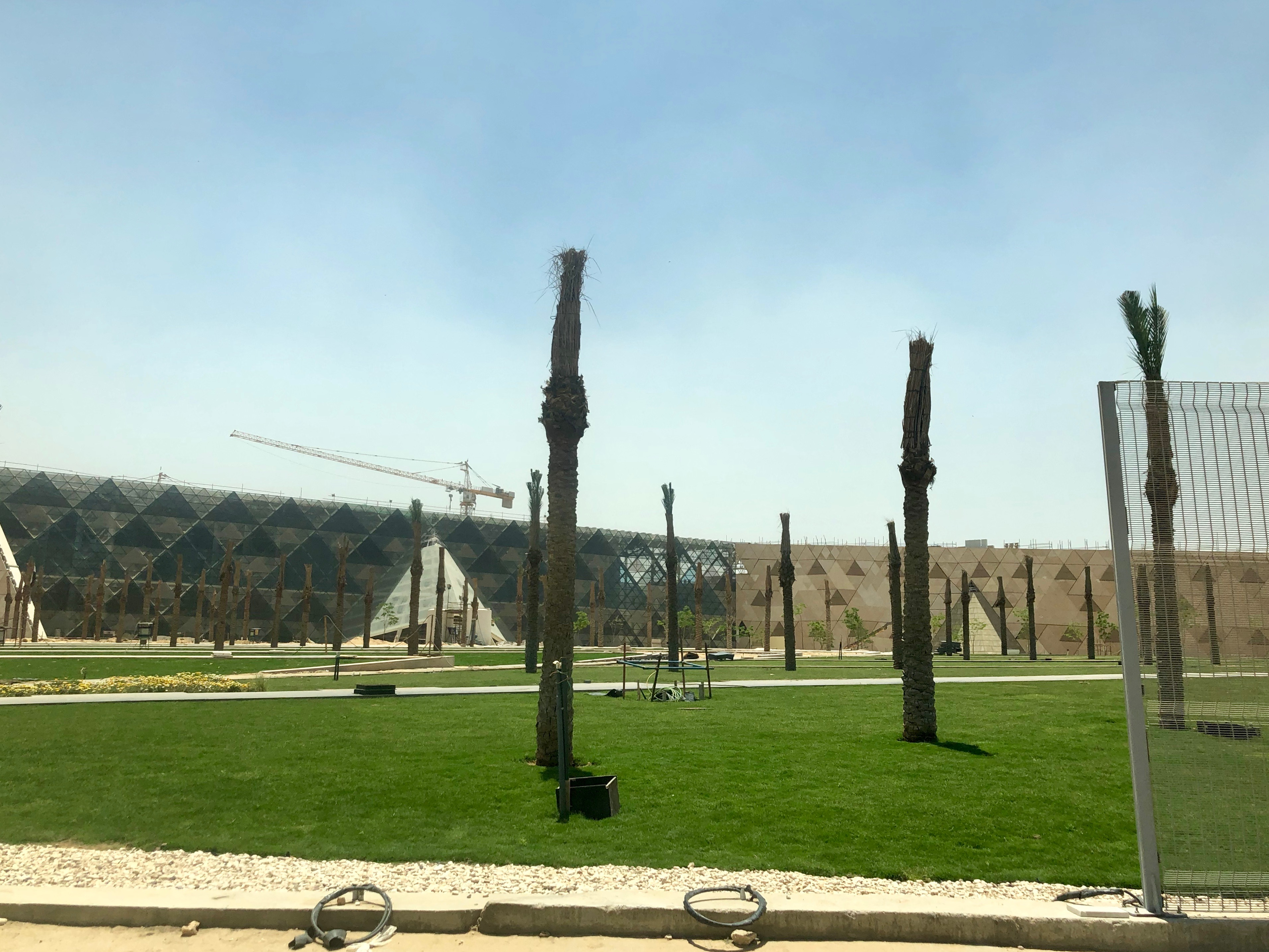
Gartenanlage (2019)

Das 1900 erbaute Ägyptische Museum in Kairo war für die Ausstellung von etwa 5 000 Exponaten konzipiert. Da die Sammlung fortlaufend wuchs, besaß es zeitweise über 150 000 Exponate, die weder angemessen präsentiert, noch angemessen gelagert werden konnten. Daher gab es bereits in den 1960er Jahren Pläne, den Altbau durch ein neues Gebäude in Gizeh in der Nähe der Pyramiden zu entlasten, die allerdings zunächst nicht realisiert wurden. Um noch mehr Platz zu erhalten, plante die Regierung dann zwei Museen: das Nationalmuseum der ägyptischen Zivilisation in Kairo und das Große Ägyptische Museum in Gizeh. 1993 wurde eine italienisch-ägyptische Machbarkeitsstudie durchgeführt, die auf die Pläne aus den 1960er Jahren zurückgriff und zu dem Ergebnis kam, dass das Bauland bei den Pyramiden für ein neues Großes Ägyptische Museum geeignet ist. Am 5. Januar 2002 legte der damalige ägyptische Präsident Husni Mubarak den symbolischen Grundstein.

### Planung
Am 7. Januar 2002 wurde ein Architekturwettbewerb ausgeschrieben,
für den 1557 Entwürfe aus 82 Ländern eingingen, was das Verfahren zum zweitgrößten Architekturwettbewerb der Geschichte machte. 20 Bewerber waren an der zweiten Runde des Wettbewerbs beteiligt, die am 2. Juni 2003 entschieden wurde. Shih-Fu Peng vom irländischen Architektenbüro Heneghan Peng aus Dublin ging aus dem Wettbewerb als Sieger hervor und erhielt eine Prämie von 250.000 US-Dollar. Der zweite Platz ging an Coop Himmelblau. Héctor Vigliecca und Luciene Quel (Brasilien), Ruben Verdi (Italien), Michael Zimmermann, Engel und Zimmermann (Deutschland), Fernando Pardo Calvo y Bernardo Garcia Tapia, Nuno Filipe Morais Monteiro (Portugal) sowie Martin Roubik (Tschechische Republik) erhielten lobende Erwähnung. Zu den Vorarbeiten gehört, dass am 25. August 2006 die Statue Ramses‘ II. vom Ramses-Bahnhof in Kairo zum Gizeh-Plateau transportiert wurde. Die etwa 3200 Jahre alte Statue wurde dort gereinigt und restauriert.
2007 erhielt das Museum einen Kredit in Höhe von 300 Millionen Dollar von der Japanischen Bank für Internationale Zusammenarbeit.
Ende August 2008 wurden von dem Architekturbüro Heneghan Peng, dem Ingenieurbüro Buro Happold und dem Ingenieurbüro für die Fassaden Arup rund 5.000 Planzeichnungen eingereicht, die für die Ausschreibung der verschiedenen Gewerke benötigt wurden. Die Angebote wurden zwischen 2009 und 2013 eingeholt.
Die Gesamtkosten für das Projekt wurden anfangs auf 550 Millionen US-Dollar geschätzt, davon wurden 300 Millionen US-Dollar durch japanische Kredite finanziert. Die verbleibende Summe wird vom ägyptischen Supreme Council of Antiquities sowie durch Spenden und internationale Geldgeber aufgebracht. Die Gesamtkosten stiegen laut Aussage des ehemaligen Direktors Tawfik auf über eine Milliarde Dollar.

### Bau
2009 wurde der Bau mit den Aushubarbeiten begonnen. Seit 2010 sind 17 Labors des GEM Conservation Center für die Restaurierung von antiken Stücken in Betrieb. Dort werden seitdem die künftigen Ausstellungsstücke restauriert.
Am 11. Januar 2012 erhielt ein Joint Venture zwischen der ägyptischen Baufirma Orascom Construction und der belgischen Besix den Zuschlag für die dritte Phase des Grand Egyptian Museum (GEM) im Wert von 810 Millionen Dollar. Durch den Arabischen Frühling und die daraus folgende Revolution in Ägypten 2011 und Staatskrise in Ägypten 2013/2014 wurden die Bauarbeiten jedoch verzögert.
Von August 2014 bis Januar 2019 war der deutsch-ägyptische Ägyptologe Tarek Tawfik Generaldirektor des Projektes „Grand Egyptian Museum“.
Den Auftrag für die Ausstellungsgestaltung und Szenographie erhielt 2016 das Büro Atelier Brückner aus Stuttgart. Im Januar 2018 brachten Besix und Orascom die 82 Tonnen schwere, 3.200 Jahre alte Kolossalstatue von Ramses II. in das Grand Egyptian Museum und stellten sie dort auf. Sie musste aufgrund ihrer Größe schon während der Bauarbeiten in der Eingangshalle des Museums aufgestellt werden.
Am 29. April 2018 brach in der Nähe des Eingangs ein Feuer aus, die Artefakte wurden jedoch nicht beschädigt und die Brandursache ist unbekannt. Im Mai 2018 wurde der letzte Streitwagen von Pharao Tutanchamun in das Große Ägyptische Museum überführt.
Von Januar 2019 bis Mai 2024 war Atef Moftah Leiter des Projektes „Grand Egyptian Museum“.
Anfang Februar 2024 gab das ägyptische Kabinett in einem Statement bekannt, dass die Bauarbeiten im Februar 2024 beendet würden.
Ende Mai 2024 wurde die Ägyptologin Gihane Zaki zum Direktor des Großen Ägyptischen Museums ernannt.

## Eröffnung
Der ehemalige Antikeminister Mamdouh al-Damaty gab im Mai 2015 bekannt, dass das Museum nach mehreren Verzögerungen im Jahr 2018 teileröffnet werden solle.
Im August 2019 begann Premierminister Mustafa Madbuli zusammen mit Vertretern des Obersten Museums-Bauausschusses damit, Pläne für die Einweihungsfeier des Museums auszuarbeiten. Obwohl der endgültige Eröffnungstermin noch nicht fixiert war, sollten namhafte Vertreter aller Regierungen eingeladen werden, und eine weltweite Fernsehübertragung wurde angestrebt. Ein großes Eventunternehmen wurde dazu unter Vertrag genommen. Zum Zeitpunkt des Treffens waren die Bauarbeiten größtenteils abgeschlossen.
Der Eröffnungstermin wurde weiterhin verschoben, zunächst auf das Jahr 2020.
Doch wegen der Corona-Pandemie erfolgte eine nochmalige Terminverschiebung auf das Jahr 2023.
Seit 2022 wird das Große Ägyptische Museum etappenweise eröffnet, so richtete es seit November 2022 private Veranstaltungen aus.
Im März 2023 wurden im Rahmen von geführten Touren die Eingangshalle mit der Kolossalstatue Ramses' II, Restaurants, Läden, sowie die umliegenden Gärten der Öffentlichkeit zugänglich.
Die für Ende 2023 geplante Eröffnungsfeier mit internationalen Staatsgästen konnte aufgrund des Überfalls der Hamas auf Israel 2023 nicht durchgeführt werden. Dafür wurden im Dezember 2023 zusätzlich zwei Ausstellungssäle und die Haupttreppe zugänglich. Von Dezember 2023 bis Mai 2024 gab es eine immersive, digitale Multimedia-Ausstellung namens Tutankhamun – The Immersive. Kinder können das GEM Children’s Museum besuchen, wo sie die antike ägyptische Zivilisation spielerisch kennen lernen können.
Mitte 2024 wurde eine mögliche Eröffnung Ende 2024 in Aussicht gestellt. Ende März wurde auf der offiziellen Seite des GEM ein Video veröffentlicht, welches die komplette Eröffnung für 3. Juli 2025 ankündigt. Diese wurde später erneut verschoben. Der offizielle Eröffnungstermin ist nun auf den 1. November 2025 terminiert. Wegen der Vorbereitungen der Eröffnungsfeierlichkeiten wird das Museum von Mitte Oktober an für Besucher nicht zugänglich sein.

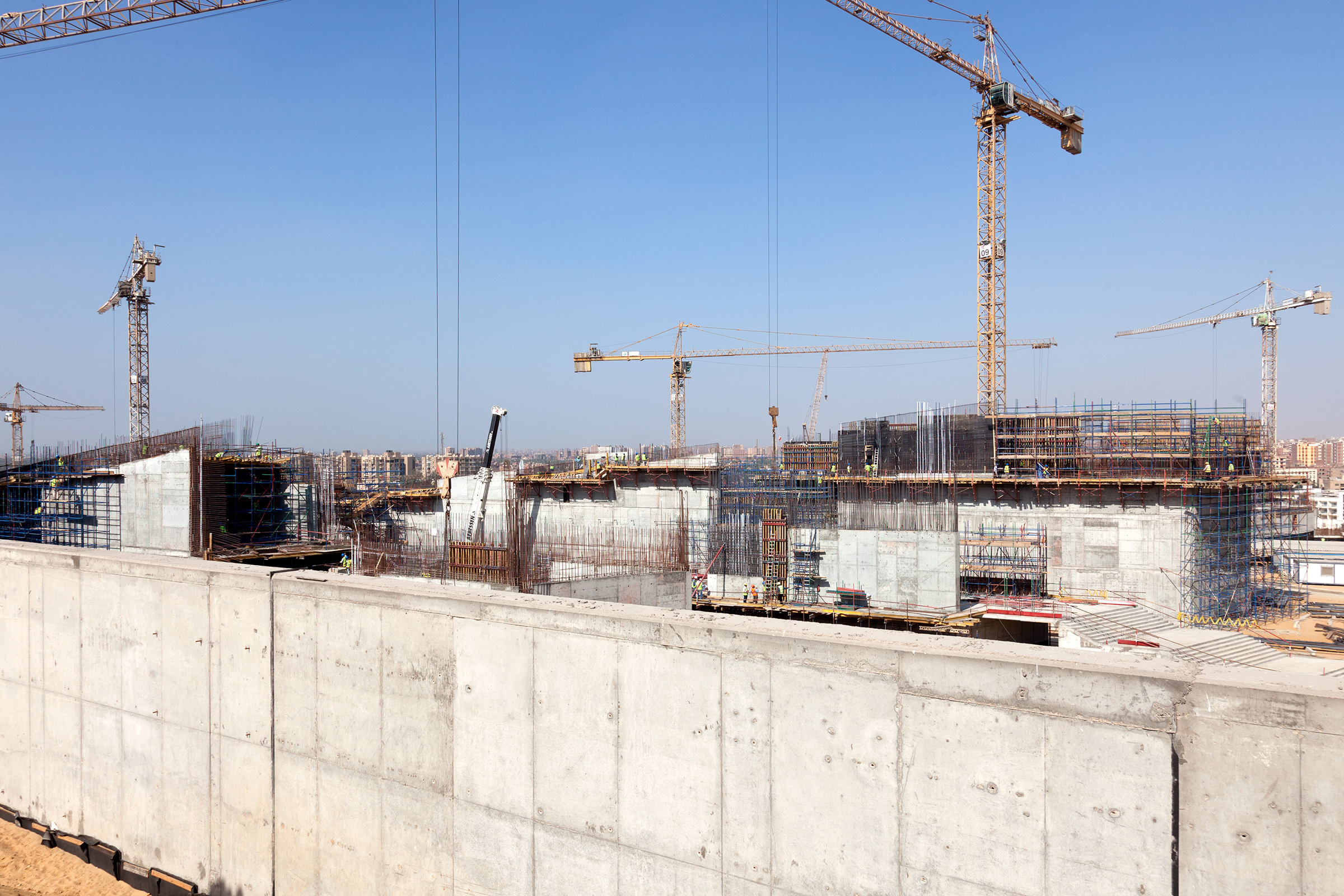
Museumsbaustelle, April 2015
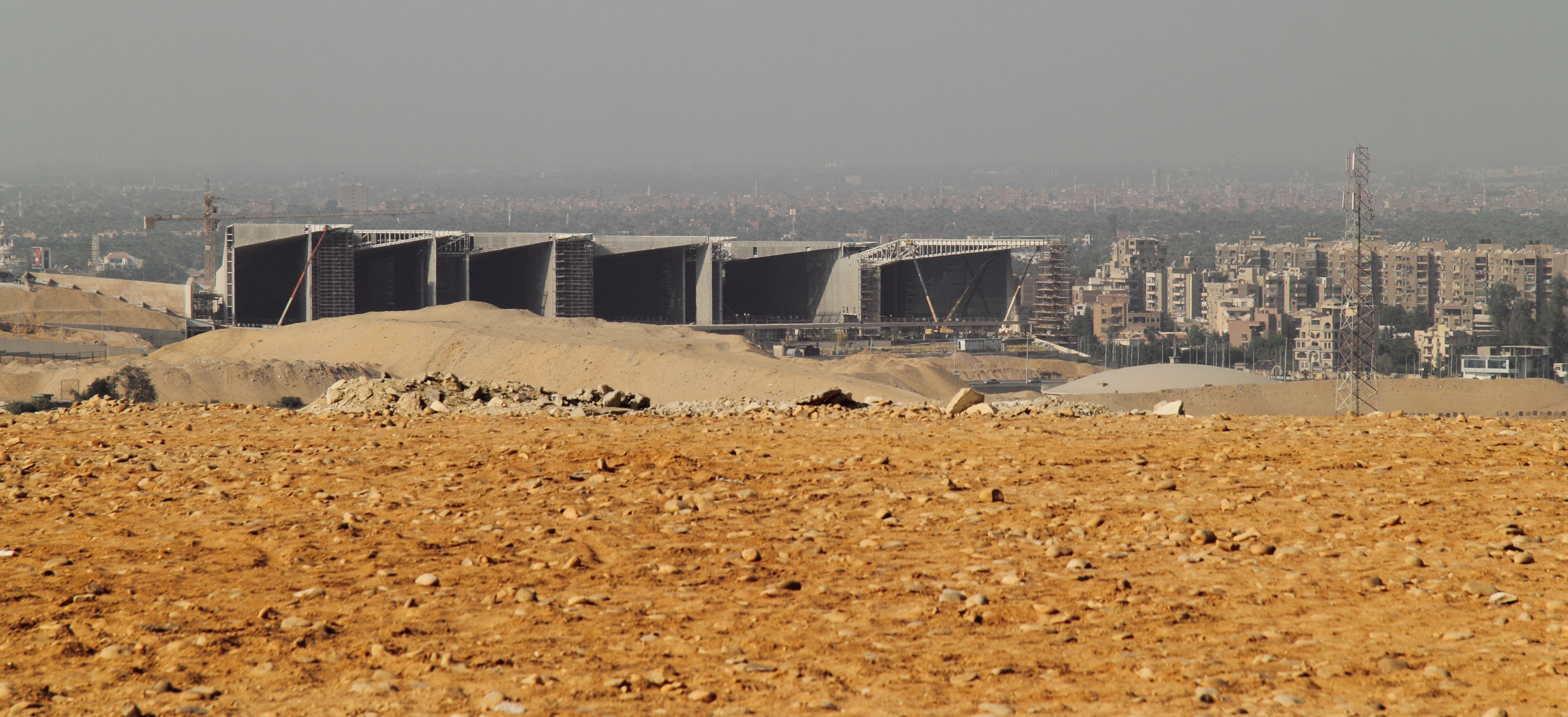
Blick vom Giza-Plateau auf die Baustelle, 2019
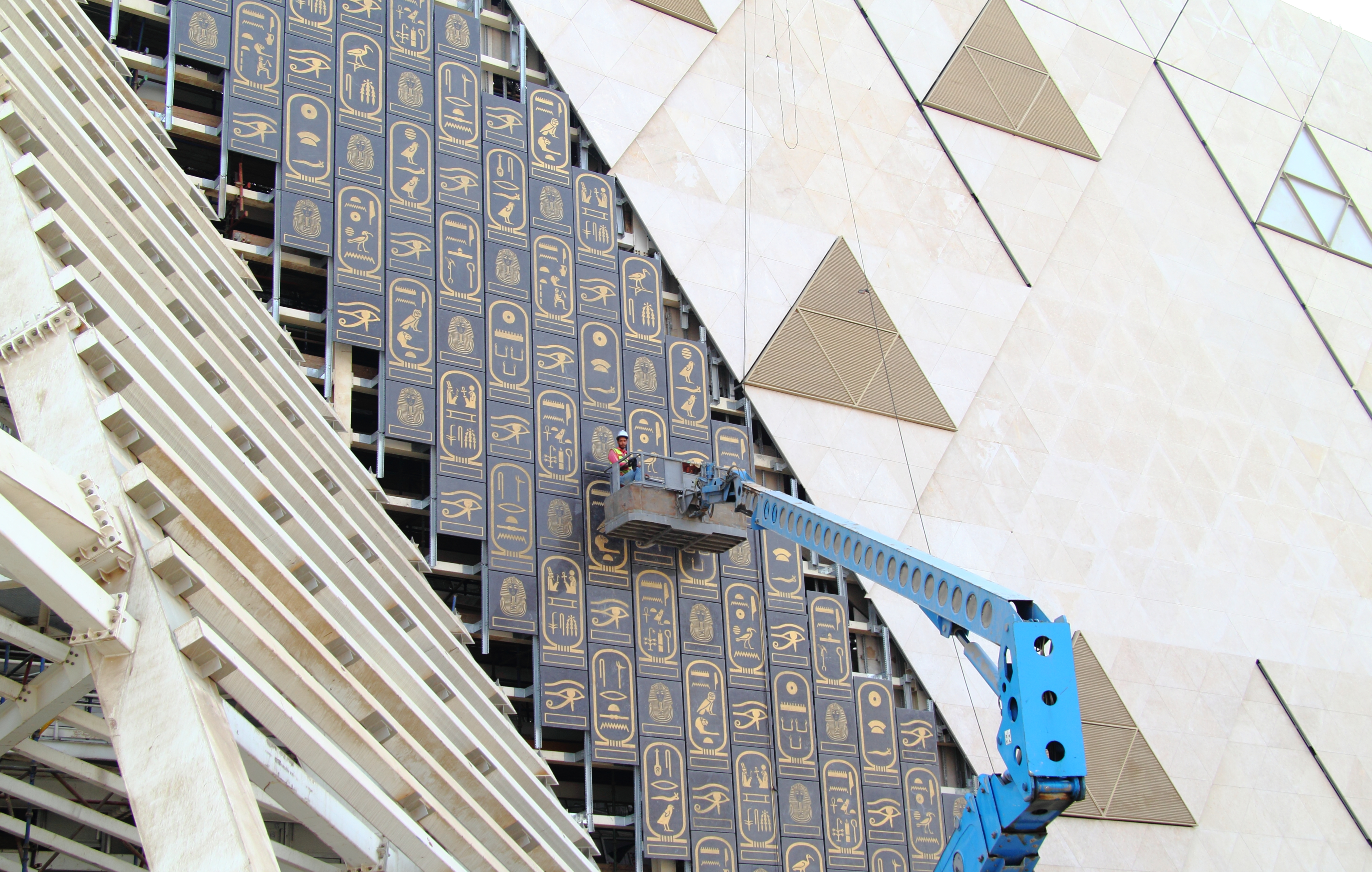
Fassadenteil mit Kartuschen bedeutender Pharaonen-Namen
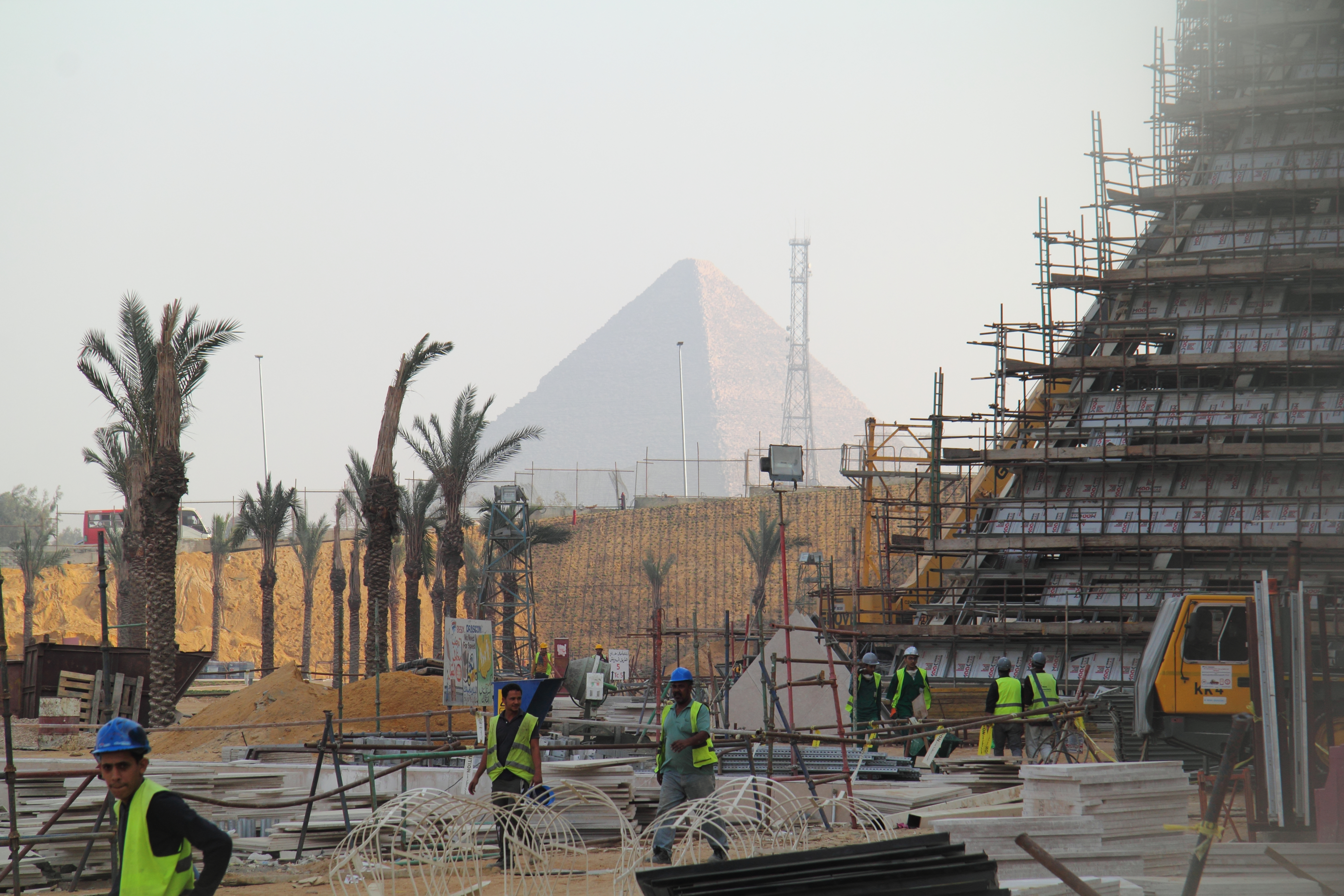
Blick vom Parkplatz auf die Cheops-Pyramide, 2019
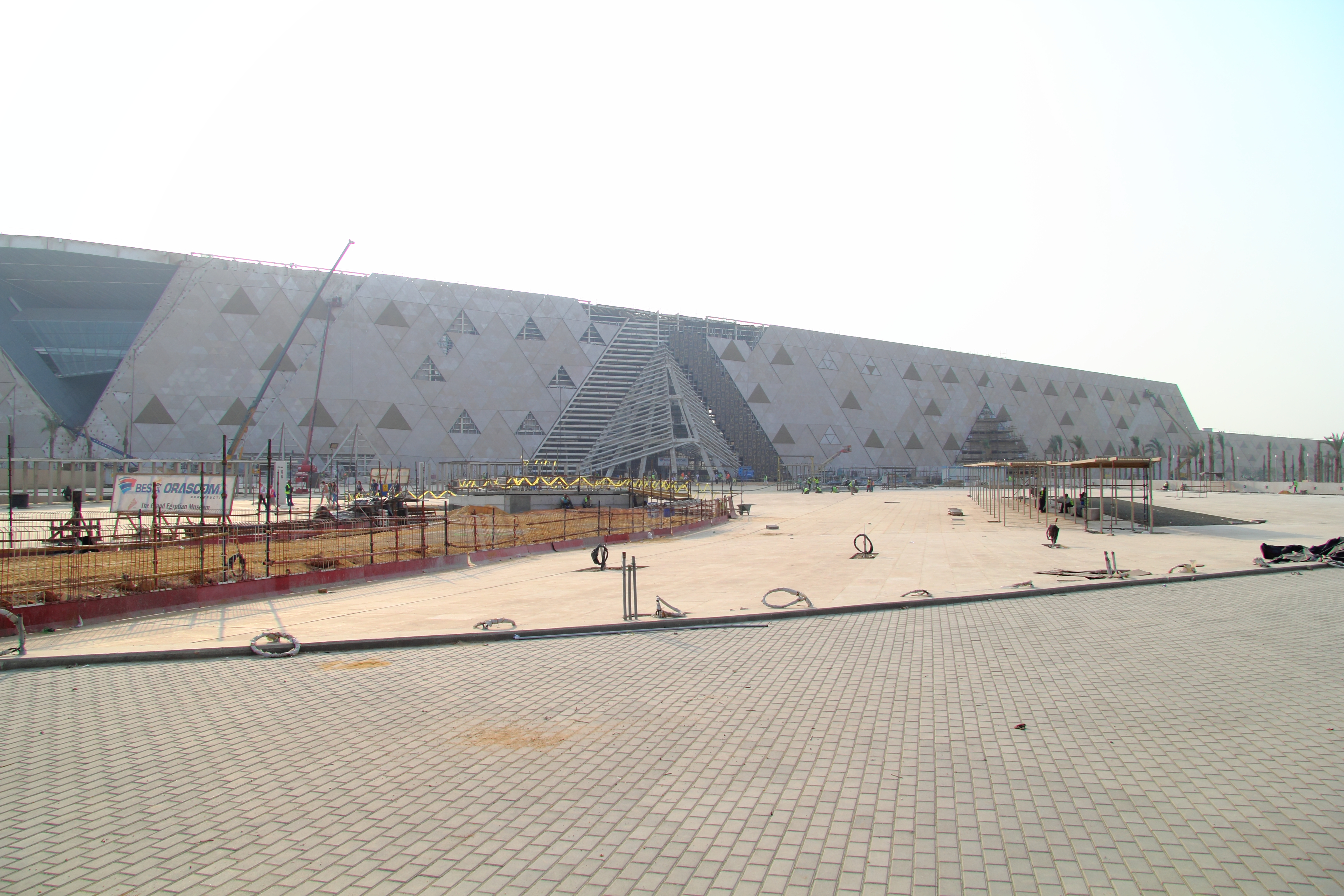
Blick vom Parkplatz auf die Frontfassade, 2019

## Museumsgebäude

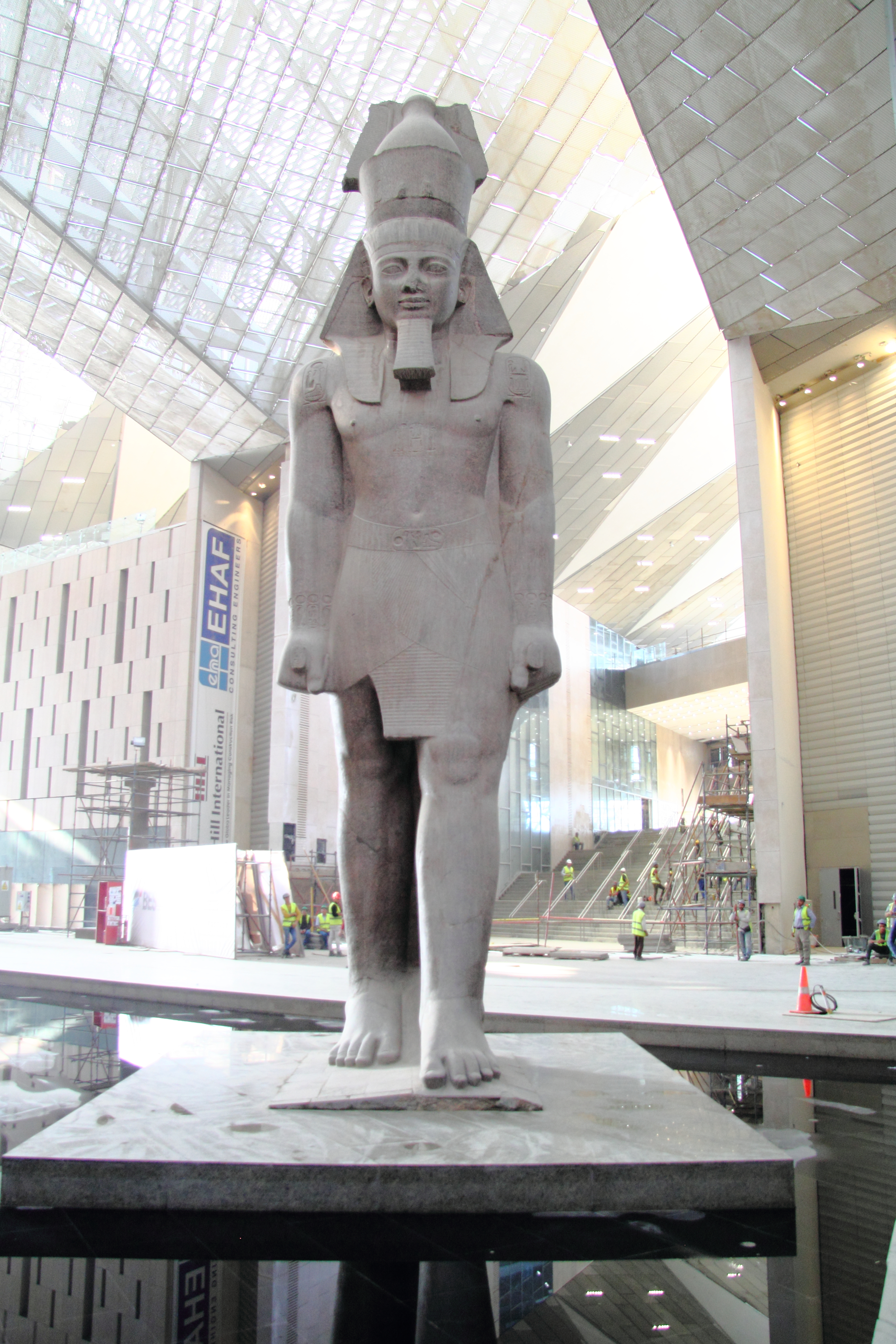
Kolossalstatue Ramses‘ II. in der Eingangshalle

Das Gebäude ist auf einem Gelände zwei Kilometer westlich der Pyramiden in der Nähe einer Autobahnkreuzung gelegen.
Der Grundriss des Hauptgebäudes hat die Form eines symmetrischen Trapezes. Die 800 m lange Frontfassade besteht aus transparenten Alabaster-Platten, die nach dem Prinzip des Sierpinski-Dreiecks gestaltet sind. Die Linien der Nordfassade und der Südfassade zeigen auf die Cheops- und die Mykerinos-Pyramide. Vor dem Gebäude befindet sich ein großer Platz, der mit Dattelpalmen bepflanzt ist.
Im Atrium des Eingangsbereichs sind große Statuen ausgestellt, darunter die Kolossalstatue Ramses‘ II. Die große Haupttreppe des neuen Museums wird von mehreren markanten antiken Statuen dominiert. Ein Teil der Fassade wird mit den Kartuschen bedeutender Pharaonen versehen. Erwähnt werden Cheops, Chephren, Mykerinos, Amenemhet, Sesostris, Amenophis, Thutmosis, Echnaton, Tutanchamun und Ramses. Im Museum wird es auch ein Kindermuseum, ein Kongresszentrum, ein Ausbildungszentrum und Werkstätten geben.

## Ausstellung

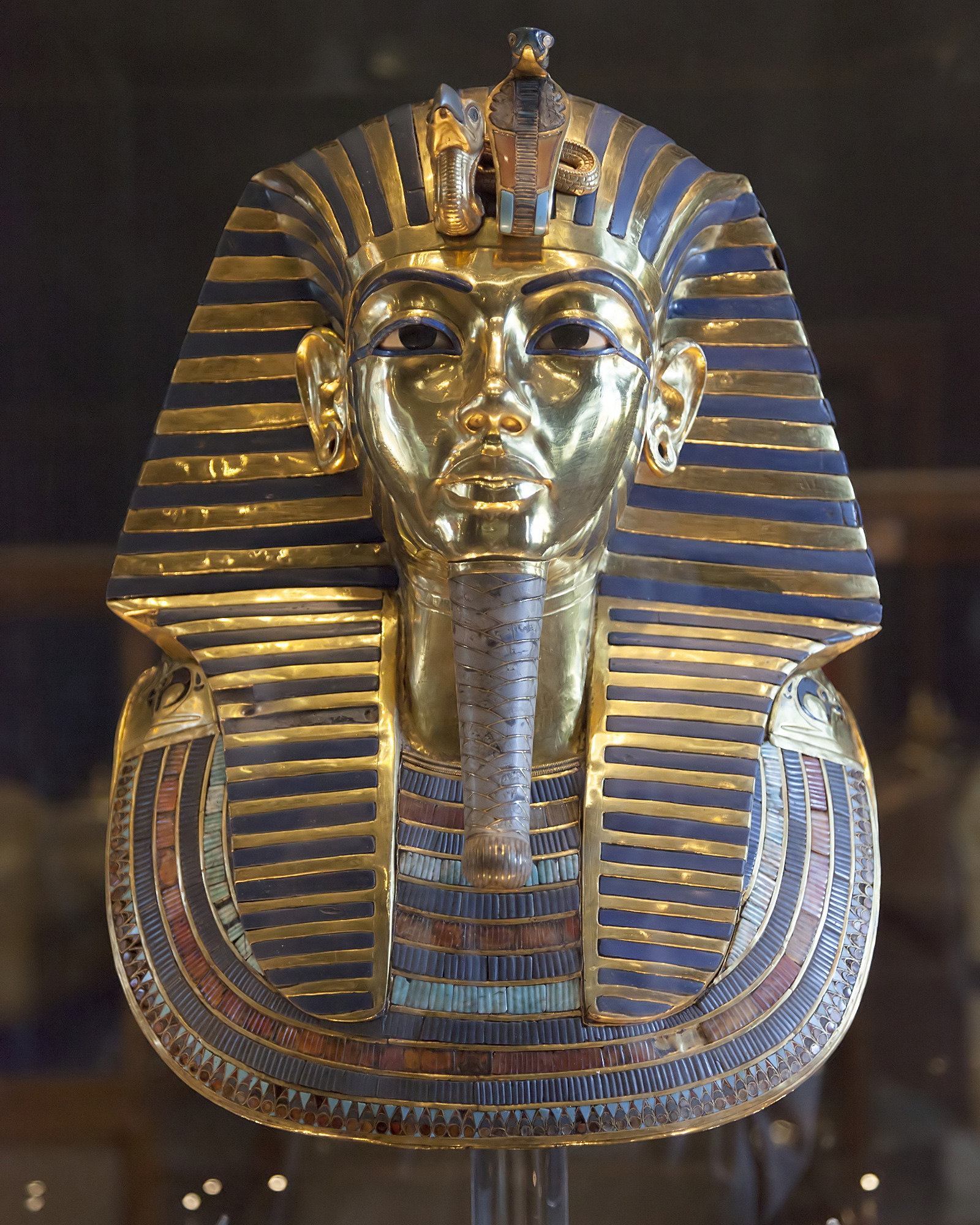
Die Totenmaske Tutanchamuns soll zur Eröffnung in das GEM gebracht werden

Die Ausstellung mit etwa 50.000 Gegenständen wird rund ein Drittel der Museumsfläche einnehmen. Der Ausstellungs-Masterplan und die Museologie stammen von Metaphor und Cultural Innovations Ltd. Die Szenografie stammt von Atelier Brückner.
Viele der Sammlungsstücke des Museums stammen aus dem Ägyptischen Museum in Kairo und aus kleineren Museen aus ganz Ägypten.
Hauptattraktion soll die erste nahezu vollständige Ausstellung der Grabbeigaben König Tutanchamuns sein, die ungefähr 5000 Gegenstände umfasst. Die Grabbeigaben werden Stück für Stück aus dem Ägyptischen Museum Kairo ausgelagert, wo sie aus Platzmangel nie vollständig gezeigt werden konnten. In Absprache mit der ägyptischen Antikenverwaltung finanzierte die EU 2018 mit drei Millionen Euro eine Task Force für das alte Ägyptische Museum. Das Museo Egizio aus Turin unterstützte im Bereich Sammlungsmanagement, das British Museum bei Marketing und Sonderausstellungen, der Louvre bei Restaurierung und Digitalisierung, das Rijksmuseum van Oudheden in Leiden im Bereich Forschung. Das Ägyptische Museum Berlin entwickelte zusammen mit der Stiftung Preußischer Kulturbesitz und des Bundesamtes für Bauwesen und Raumordnung einen Plan für die Renovierung des Gebäudes.
Andere Ausstellungsstücke kommen aus Museen und Lagern in Luxor, Minya, Sohag, Assiut, Bani Suwaif, Fayum und Alexandria.
Im August 2020 wurden zwei kolossale Statuen, die das Institut Européen d’Archéologie Sous-Marine im Jahr 2000 in der versunkenen ehemaligen ägyptischen Hafenstadt Herakleion entdeckt hat, bei der Haupttreppe des Gizeh-Museums aufgestellt. Beide Statuen sind aus Granit, wobei der König 5 m und die Königin 4,90 m hoch ist.